# Симский, Борис Моисеевич
Борис Моисеевич Симский (1904—1991) — советский скрипач и музыкальный педагог.

### Биография и трудовая деятельность
- Симский Борис Моисеевич родился в 1904 году в городе Ростов-на-Дону (Российская империя).
- Учился у Леопольда Ауэра в Петроградской консерватории и у Ильи Зелихмана в Ростове-на-Дону. В 1926—1930 гг. был первой скрипкой в Квартете имени Страдивариуса, в составе которого стал лауреатом Всесоюзного конкурса струнных квартетов в 1927 году (первая премия).
- С 1933 года заведовал струнным и квартетным отделом ГМПИ им. Ипполитова-Иванова.
- В 1930-е годы выступал как солист, в том числе с участием А. Б. Гольденвейзера, К. Н. Игумнова.
- В 1944—1956 гг. был первой скрипкой в Квартете Союза Советских композиторов.
- В 1957 году начал работать в Симфоническом оркестре Московской филармонии на месте заместителя концертмейстера, а в 1960 году с приходом Кирилла Кондрашина как художественного руководителя стал концертмейстером оркестра.
- С 1970 по 1980 годы — концертмейстер Московского Государственного симфонического оркестра под управлением Вероники Дударовой.
- Заслуженный артист РСФСР (1974).